# Enterolobium barinense
Enterolobium barinense là một loài thực vật có hoa trong họ Đậu. Loài này được Cardenas & Rodriguez miêu tả khoa học đầu tiên.